# Michael Töteberg
Michael Töteberg (* 1951 in Hamburg) ist ein deutscher Filmjournalist und war bis 2017 Leiter der Agentur für Medienrechte beim Rowohlt Verlag.

## Leben
Bis 1987 war Töteberg Verlagslektor in Frankfurt am Main, danach freier Publizist in Hamburg; von 1994 bis 2017 war er Leiter der Agentur für Medienrechte beim Rowohlt Verlag. Seine Nachfolgerin ab 2018 ist Kristina Krombholz. Er bleibt weiterhin beratend tätig und wird Projekte betreuen. Seit 2019 ist er Vorsitzender der Hans-Fallada-Gesellschaft.
Er verfasst Filmkritiken, ist Herausgeber der Schriften von Rainer Werner Fassbinder und Tom Tykwer sowie von Metzlers Film Lexikon. Weiters ist er auch an der Herausgabe der Literaturzeitschrift text + kritik beteiligt. Von ihm stammen etwa die Veröffentlichungen zu Fritz Lang, Federico Fellini und zur UFA. Von 1992 bis 1994 veröffentlichte er zusammen mit Uwe Naumann Publizistik von Klaus Mann, 2006 brachte er eine Neuausgabe des Gesamtwerks von Wolfgang Borchert heraus; er ist auch Verfasser zahlreicher anderer Publikationen.

## Publikationen (Auswahl)
- mit Ulla Hahn: Günter Wallraff. Beck, München 1979, ISBN 3-406-06069-2.
- Das Ufa-Buch. Kunst und Krisen, Stars und Regisseure, Wirtschaft und Politik. Hrsg. von Hans-Michael Bock und Michael Töteberg in Zusammenarbeit mit CineGraph. Zweitausendeins, Frankfurt am Main 1992, ISBN 3-86150-065-5.
- Wolfgang Borchert. Das Gesamtwerk. (Neuausgabe, hrsg. und mit einem Nachwort versehen von Michael Töteberg) Taschenbuchausgabe: Rowohlt, Reinbek 2009, ISBN 978-3-499-24980-8.
- Hrsg.: Fassbinders Filme. (mehrteilig) Verlag der Autoren, Frankfurt am Main, 1990–1991, ISBN 3-88661-105-1, 3-88661-106-X, 3-88661-110-8 und 3-88661-110-8
- Hrsg.: Rainer Werner Fassbinder. Filme befreien den Kopf. Essays und Arbeitsnotizen. Fischer Cinema TB, Frankfurt, 1992, ISBN 3-596-23672-X.
- Rainer Werner Fassbinder. Rowohlt, Reinbek bei Hamburg 2002, ISBN 3-499-50458-8.
- Fritz Lang. (mit Selbstzeugnissen und Bilddokumenten, 4. Aufl.), Rowohlt, Reinbek bei Hamburg 2000, ISBN 3-499-50339-5.
- Filmstadt Hamburg, von Emil Jannings bis Wim Wenders, Kino-Geschichte(n) einer Grossstadt. VSA-Verlag Hamburg, 1990, ISBN 3-87975-544-2.
- Hrsg.: Film-Klassiker, 120 Filme. Metzler Verlag, Stuttgart/Weimar, 2006, ISBN 978-3-476-02172-4.
- Hrsg.: Good bye Lenin., Film von Wolfgang Becker, Drehbuch von Bernd Lichtenberg, Co-Autor Wolfgang Becker. Verlag Schwarzkopf und Schwarzkopf, Berlin, 2003, ISBN 3-89602-431-0.
- Heartfield. (Mit Selbstzeugnissen und Bilddokumenten), Rowohlt, Reinbek bei Hamburg 1978, ISBN 3-499-50257-7.
- Hrsg.: Metzler Film Lexikon. 2., aktualis. u. erw. Aufl. J. B. Metzler, Stuttgart 2005, ISBN 3-476-02068-1. (Rezensionen von 500 internationalen Klassikern)
- Tom Tykwer. der krieger + die kaiserin. Mit Fotos von Bernd Spauke und Thomas Rabsch. Rowohlt Taschenbuch, Reinbek bei Hamburg 2000, ISBN 3-499-22825-4.
- mit Volker Reißman: Mach dir ein paar schöne Stunden: Das Hamburger Kinobuch. Edition Temmen, Bremen 2008 ISBN 978-3-86108-879-0.
- Romy Schneider. rororo Taschenbuch, Reinbek bei Hamburg 2009, ISBN 978-3-499-50669-7.
- Laurens Straub. Mein Kino. Belleville, München 2010, ISBN 978-3-936298-83-3.
- mit Volker Behrens: Fatih Akın. Im Clinch. Die Geschichte meiner Filme. Rowohlt Verlag, Reinbek bei Hamburg 2011, ISBN 978-3-498-00669-3.
- Falladas letzte Liebe. Roman. Aufbau-Verlag, Berlin 2021, ISBN 978-3-351-03894-6.
- mit Alexandra Vasa: Ich gehe in ein anderes Blau. Rolf Dieter Brinkmann – eine Biografie. Rowohlt Verlag, Hamburg 2025, ISBN 978-3-498-00392-0.